# Leeuw en tijger met prooi

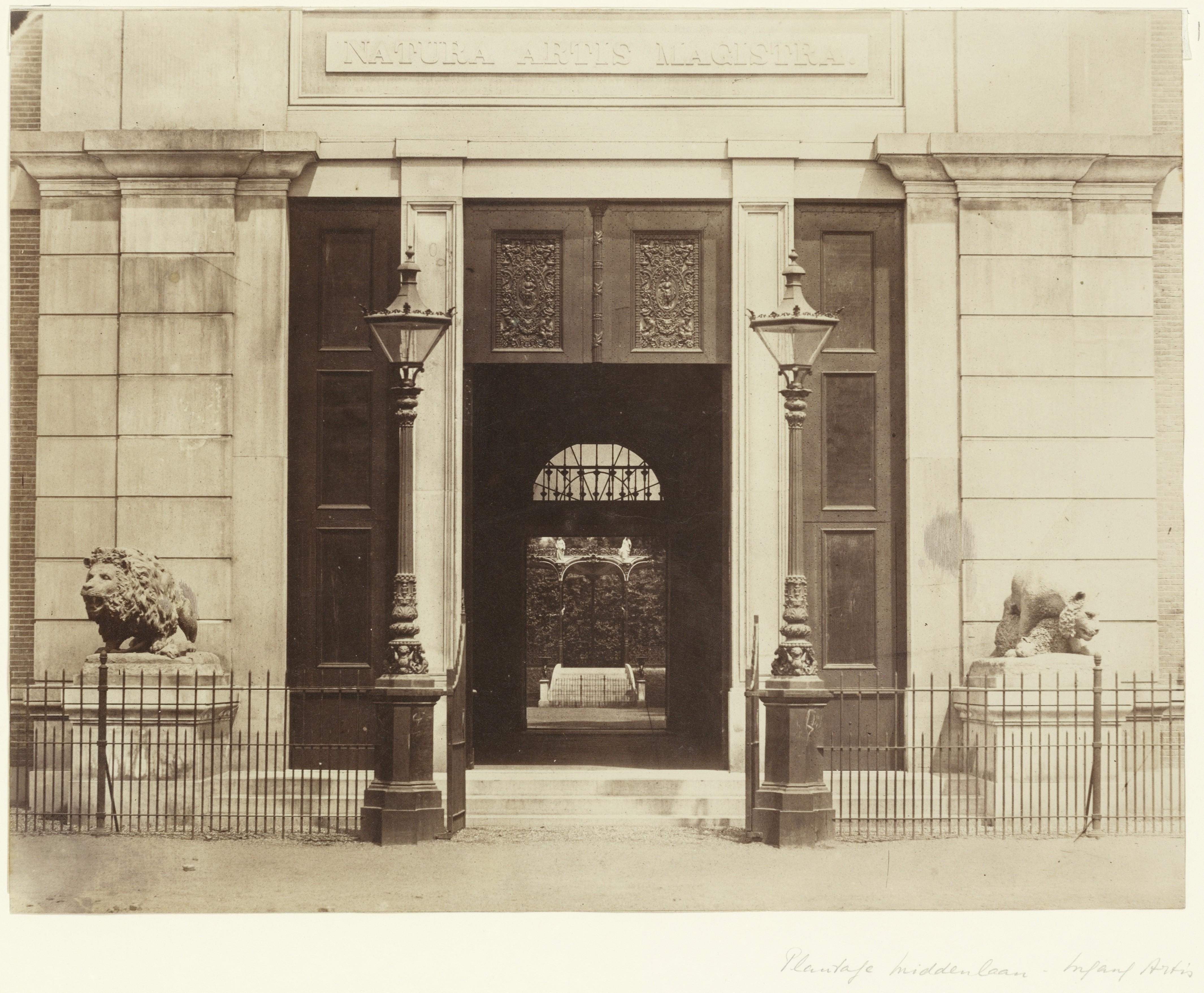
Toegang in 1870 met de oorspronkelijke leeuw en tijger

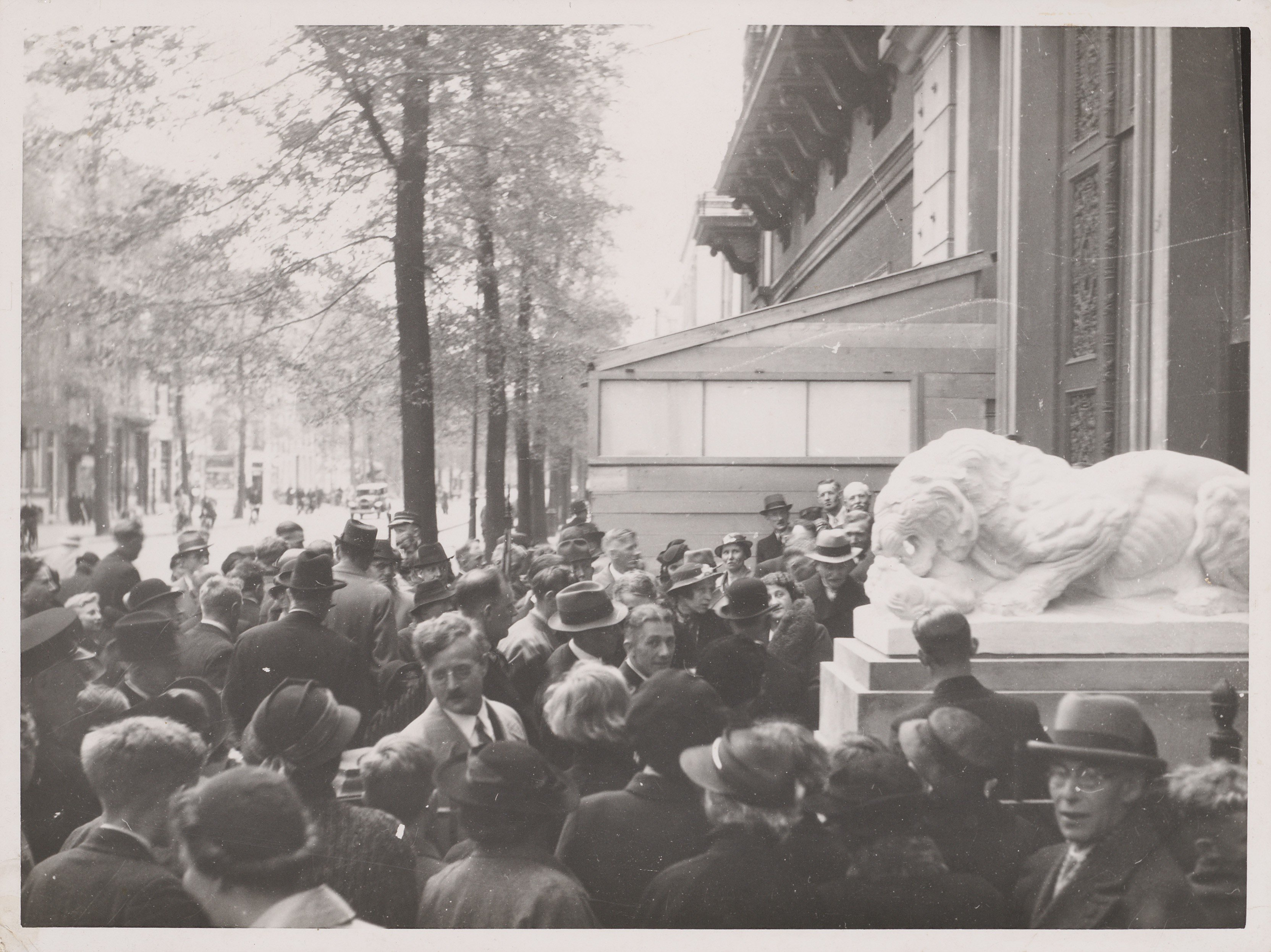
Onthulling van de vernieuwde leeuw in 1938 voor het hoofdgebouw van Artis

Leeuw met prooi en tijger met prooi zijn twee beeldhouwwerken van Frans kalksteen in Amsterdam-Centrum. Ze staan aan weerszijden van de ingang van het voormalige hoofdgebouw van de dierentuin Artis.
De beelden zijn oorspronkelijk gebeeldhouwd door Jacques Joseph François Verdonck in opdracht van Artis in 1859 en geplaatst in 1861. Na verval zijn de tijger en de leeuw opnieuw gebeeldhouwd door beeldhouwer Jaap Kaas. Beeldhouwer Jaap Kaas had van 1927 tot 1945 een atelier in Artis. Hij maakte op verzoek van het tuinpersoneel (oppassers, tuinlieden en werklieden) de twee beelden. Het personeel bood deze aan het genootschap Natura Artis Magistra aan ter gelegenheid van het honderdjarig bestaan van de dierentuin in 1938. Directeur Armand Louis Jean Sunier nam het geschenk in mei 1938 in ontvangst. In dat jaar werd de tijger geplaatst, een jaar later ook de leeuw. Het personeel betaalde de kosten van het materiaal, Kaas vroeg geen arbeidsloon.
De beelden werden geplaatst bij de ingang van de Koningszaal dwars op de gevel van de Koningszaal, later werden ze parallel aan de gevel geplaatst. Kaas omschreef de leeuw als sociabeler dan de zelfgenoegzame tijger (wanneer ze mak zijn, aldus Kaas). Op de sokkels staat vermeld "Geschenk van het personeel 1838-1938".
Jaap Kaas werd bij het eeuwfeest in 1938 benoemd tot lid van verdienste van het Artis-genootschap. Hij leverde het lidmaatschap in 1941 in, nadat de Joodse conservator Polak werd ontslagen.

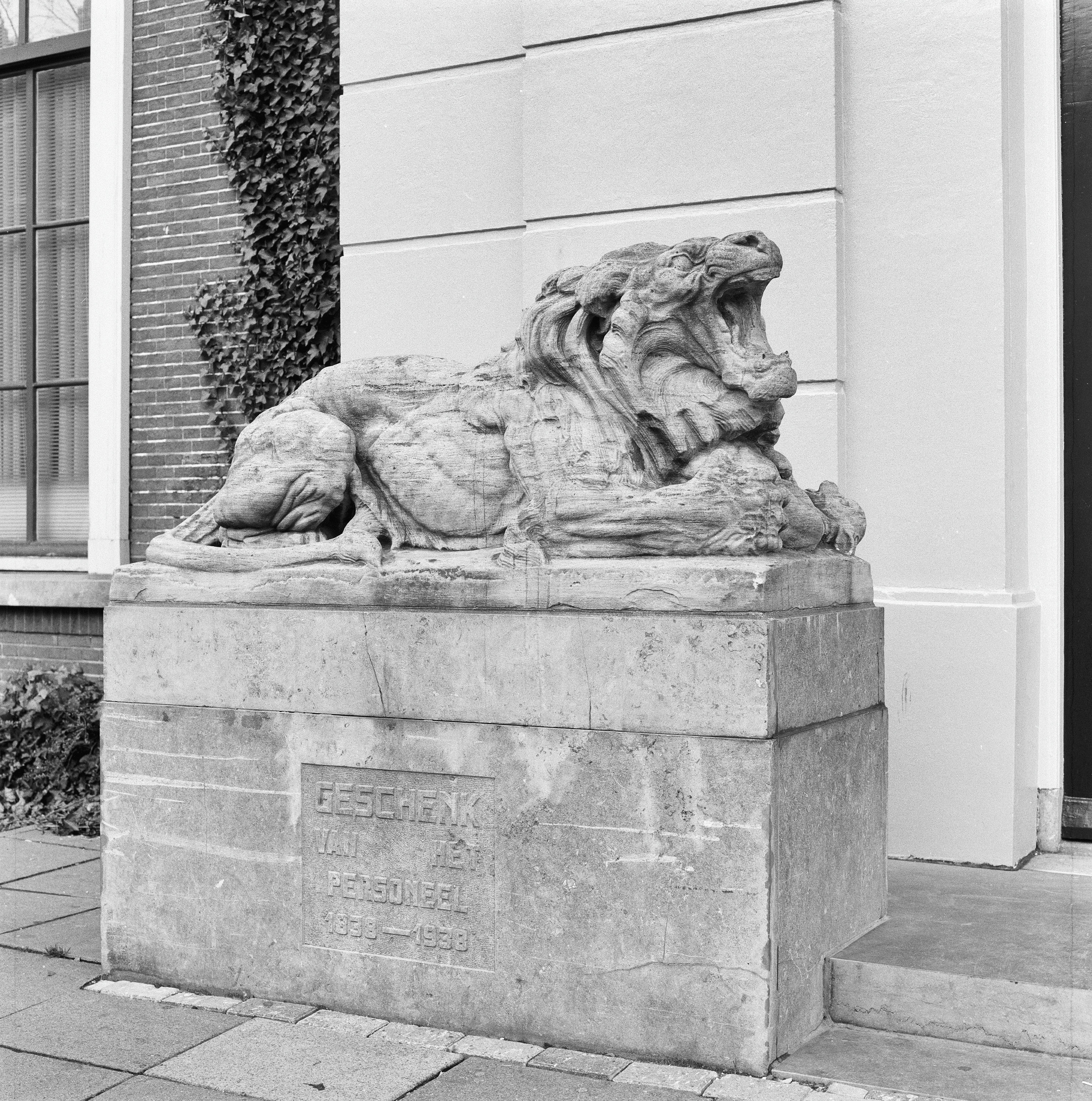
De leeuw in 1992
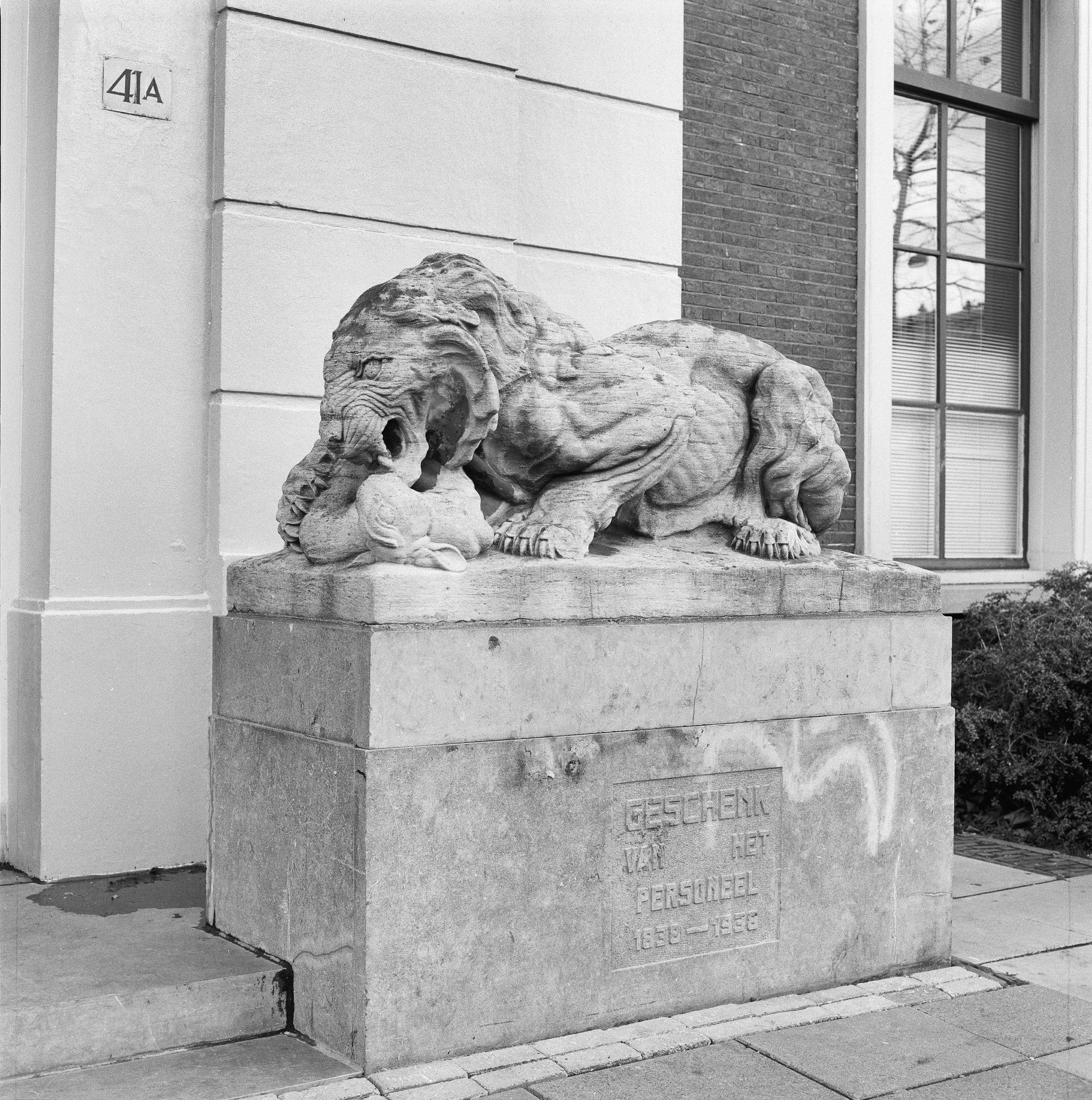
De tijger in 1992